# 細胞結合
細胞結合（さいぼうけつごう、英:cell junction）。
多細胞生物では、血液細胞などの浮遊細胞を除くすべての細胞は、他の細胞あるいは細胞外マトリックスに結合し組織や器官を形成している。細胞は、結合する装置として、結合部位に特殊な構造（結合装置）を形成する。この結合を総称して、細胞結合という。
同じような用語に｢細胞接着｣（cell adhesion）がある。細胞結合と｢細胞接着｣の用語の上下関係は、専門家でも曖昧だが、1つの考え方は、同格の用語で、「細胞結合」は形態的な細胞の構造に重点を置き（細胞学の用語）、細胞接着は結合（接着）するプロセスに重点をおいた（生理生化学の用語）というものだ。

細胞結合の4例

以下も参照。
- ｢細胞接着｣（cell adhesion）

## 概要
生物は、細胞結合を担う仕組み（と同時に、それを担う分子）を獲得したことで、単細胞生物から多細胞生物へと進化することができた。細胞結合することでマスとしての大きなカタマリを構成した。しかし、もっと重要なことは、この細胞結合は単に「のり」として細胞を「くっつける」だけではないということだ。
1つ1つの細胞が全体の中で機能的に活動できるように、細胞は、細胞結合を通して、外部（他の細胞や細胞外マトリックス）とコミュニケーションするシステムを獲得した。そうすることで個々の細胞は特定の機能を発展させた特殊な細胞に分化でき、特殊な機能をはたす高度な器官を作ることができたのである。しかし、そうでなければ、生物にとって、多細胞体制を構築するありがたみはあまりなかっただろう。

## 種類
細胞結合を担う仕組み（と同時に、それを担う分子）は複雑であるが、生物の基本構造なので、生物種を越えて共通する点が多い。一方、多細胞生物の複雑さや巧緻さは細胞間のコミュニケーションに依存するので、進化の程度に応じて異なる点も多い。従って、担う分子は多種類におよぶ。最もよく研究されている脊椎動物の細胞結合（cell junction）は3つのタイプに分類される。
1. 固定結合 (anchoring junction)
2. 連絡結合 (communicating junction)
3. 閉鎖結合 (occluding junctions)

### 1.固定結合
固定結合(こていけつごう、英:anchoring junction)は、細胞を他の細胞や細胞外マトリックスに固定させる結合装置で、結合装置を細胞の内側から支える2種類の細胞骨格により2つに分類できる。この2種類の固定結合は、それぞれ細胞－細胞間接着と細胞－基質間接着に細分化される。介在膜タンパク質はカドヘリンとインテグリンである。
なお、固定結合のうち、接着結合は結合が永続的に“固定”しているという意味ではない。ここでの“固定”は「anchoring」、つまり、“錨をおろす”固定であって、錨を上げて、動くことが可能な“固定”である。細胞は状態に応じて結合を外し（錨を上げて）、動く。
| 結合名                                 | 細胞骨格             | 介在膜タンパク質 | タイプ     | 結合装置                 |
| -------------------------------------- | -------------------- | ---------------- | ---------- | ------------------------ |
| 接着結合（アドヘレンスジャンクション） | アクチンフィラメント | カドヘリン       | 細胞－細胞 | 接着帯（adhesion belt）  |
| 接着結合（アドヘレンスジャンクション） | アクチンフィラメント | インテグリン     | 細胞－基質 | 接着斑（focal adhesion） |
| デスモソーム                           | 中間径フィラメント   | カドヘリン       | 細胞－細胞 |                          |
| ヘミデスモソーム                       | 中間径フィラメント   | インテグリン     | 細胞－基質 |                          |

固定結合(anchoring junction)では、細胞の内側から弾力性の細胞骨格が固定結合を支えることで、組織や器官にかかる機械的なストレスに対応できる。細胞の形は機械的なストレスに抵抗しつつもフレキシブルに変形し、機械的ストレスがなくなれば、元に戻る。細胞がひっぱられても、細胞表面に斑点状に形成された結合装置がちぎれたり、引っこ抜けたりしない。それで、細胞結合は心臓や皮膚の細胞に多い。また、細胞外部からのシグナルを受容して、物理的な変化（細胞の移動、細胞形態の変化など）や化学的な変化（細胞内情報伝達など）をすることが可能となる。

### 2.連絡結合
連絡結合 (れんらくけつごう、英:communicating junction)は、隣り合った細胞と細胞の直接的な連絡をする結合装置である。動物では、ギャップ結合（gap junction）と化学シナプス（chemical synapse）、植物では、 原形質連絡 （plasmodesma、複数形plasmodesmata）が知られている。  
| 結合名                           | 細胞骨格             | 介在膜タンパク質     | タイプ     | 結合装置（備考）                            |
| -------------------------------- | -------------------- | -------------------- | ---------- | ------------------------------------------- |
| ギャップ結合（gap junction）     | なし                 | コネクシン(connexin) | 細胞－細胞 | コネクソン（connexon）                      |
| 化学シナプス（chemical synapse） | なし                 | シナプス接着分子     | 細胞－細胞 | シナプス（synapse）                         |
| 原形質連絡 （plasmodesma）       | アクチンフィラメント |                      | 細胞－細胞 | デスモチューブル（desmotubule）（植物のみ） |

ギャップ結合（gap junction）は、英語をカタカナにしたままの「ギャップジャンクション」と言う用語もよく使われる。ギャップ結合はこの構造を通して、両細胞間に無機化合物イオンが自由に往来できる。物質代謝が同調しているいろいろな組織の細胞群に存在している。 また、魚や昆虫は刺激に対して素早く逃避するが、この逃避行動を支配する神経細胞では、細胞間の迅速な連絡が必要で、それをギャップ結合で行なっている。神経組織でのギャップ結合（gap junction）は、電気シナプス（electrical synapse）とも呼ばれる。
化学シナプス（chemical synapse）は、神経細胞に特有な伝達結合で、細胞から細胞へ興奮を伝える結合である。膨大な数の神経細胞のなかで、特定の神経細胞が目標とする特定の神経細胞を認識し、接着し、化学シナプス結合を形成する。この仕組みは、膨大な神経ネットワークの中でどのようにして特異的な神経経路が形成されるかのキーポイントである。この仕組みを解明し、人工的に制御できるようにするのは、学問的にも医療的にもとても重要である。化学シナプス結合の形成の仕組みだけでなく、維持される仕組みも、神経可塑性の仕組みもとても重要である。
原形質連絡 （plasmodesma、複数形plasmodesmata）は、植物に特有の伝達結合で、細胞壁を貫通し2つの細胞をつないでいる。この細胞結合を通して、植物は、細胞から細胞へと、物質と情報を伝えている。細胞結合の構造は、原形質膜（plasma membrane）、細胞質スリーブ（cytoplasmic sleeve）、デスモチューブル（desmotubule）の3部分で構成されている。デスモチューブル（desmotubule）には細胞骨格のアクチンフィラメントが関与していると言われている（Plasmodesmata）。

### 3.閉鎖結合
閉鎖結合 (へいさけつごう、英:occluding junction)は、水も漏らさないピチッとした結合で、脊椎動物の密着結合（tight junction）と無脊椎動物の隔壁結合（septate junction）がある。
| 結合名                       | 細胞骨格 | 介在膜タンパク質           | タイプ     | 備考           |
| ---------------------------- | -------- | -------------------------- | ---------- | -------------- |
| 密着結合（tight junction）   | なし     | クローディン、オクルディン | 細胞－細胞 | 脊椎動物のみ   |
| 隔壁結合（septate junction） | なし     | インテグリン               | 細胞－細胞 | 主に無脊椎動物 |

閉鎖結合(occluding junctions)の代表例は、密着結合（tight junction）である。英語をカタカナにしたままの「タイトジャンクション」と言う用語もよく使われる。  密着結合は、上皮組織にしかない細胞－細胞間の細胞結合で、上皮細胞同士を結合し、体液が漏れないように、外液が組織内に浸透しないように細胞同士をぴっちりと結合する。この密着結合のおかげで、上皮細胞層から体液は漏れ出てこない。密着結合分子の発現はがん細胞で大きく変化するためバイオマーカーとして利用されるが、これらの分子自体にはがん化を促進したり分化を制御したりする機能はない。
また、膜タンパク質及び膜脂質の移動を制限することで、上皮細胞の頂端と基底の極性を作ることができる。この極性が維持されているから、小腸の絨毛の上皮細胞は、頂端部分で吸収した栄養分を、基底部分から体内に送る込むことができるのである。